# شهرستان یورک (پنسیلوانیا)
شهرستان یورک، پنسیلوانیا (به انگلیسی: York County, Pennsylvania) شهرستانی در ایالات متحده آمریکا است که در پنسیلوانیا واقع شده‌است.

## خصوصیات
شهرستان یورک ۲٬۳۵۶٫۹ کیلومترمربع مساحت دارد.